# Tonnoy
Tonnoy est une commune française située dans le département de Meurthe-et-Moselle, en région Grand Est. Elle est rattachée à l'arrondissement de Nancy, au canton de Lunéville-2 et à la communauté de communes des Pays du Sel et du Vermois.
Ses habitants sont appelés les Tonnagiens.

## Géographie
Tonnoy a une superficie de 1 235 hectares. Le village est construit sur la rive droite de la Moselle et l'altitude est :
- pour le point le plus haut de 369 m (le Réservoir) ;
- pour le plus bas de 231 m (les Roches).

Voisine des communes de Velle-sur-Moselle, la plus grande ville à proximité de Tonnoy est Vandœuvre-lès-Nancy, située au nord-ouest de la commune à 13 km.
 La Moselle est le principal cours d'eau qui traverse le village de Tonnoy.
| Flavigny-sur-Moselle | Burthecourt-aux-Chênes | Coyviller |
| Benney               | Tonnoy                 | Ferrières |
| Crévéchamps          | Velle-sur-Moselle      |           |

### Hydrographie
La commune est dans le bassin versant du Rhin au sein du bassin Rhin-Meuse. Elle est drainée par la Moselle, le canal de l'Est (Branche Sud), le ruisseau de Charbonfontaine, le ruisseau de la Deuille, le ruisseau de l'Étang Mannequin et le ruisseau de Mataucourt,.
La Moselle, d'une longueur totale de 560 kilomètres dont 314 kilomètres en France, prend sa source dans le massif des Vosges au col de Bussang et se jette dans le Rhin à Coblence en Allemagne. Les caractéristiques hydrologiques de la Moselle sont données par la station hydrologique située sur la commune. Le débit moyen mensuel est de 47,8 m3/s. Le débit moyen journalier maximum est de 757 m3/s, atteint lors de la crue du 4 octobre 2006. Le débit instantané maximal est quant à lui de 868 m3/s, atteint le 30 décembre 2001.
Le canal de l'Est (branche Sud) est un canal, chenal navigable de 73 km qui relie la commune de Chaumouseyà celle de Pont-Saint-Vincent où il se jette dans la Moselle. 

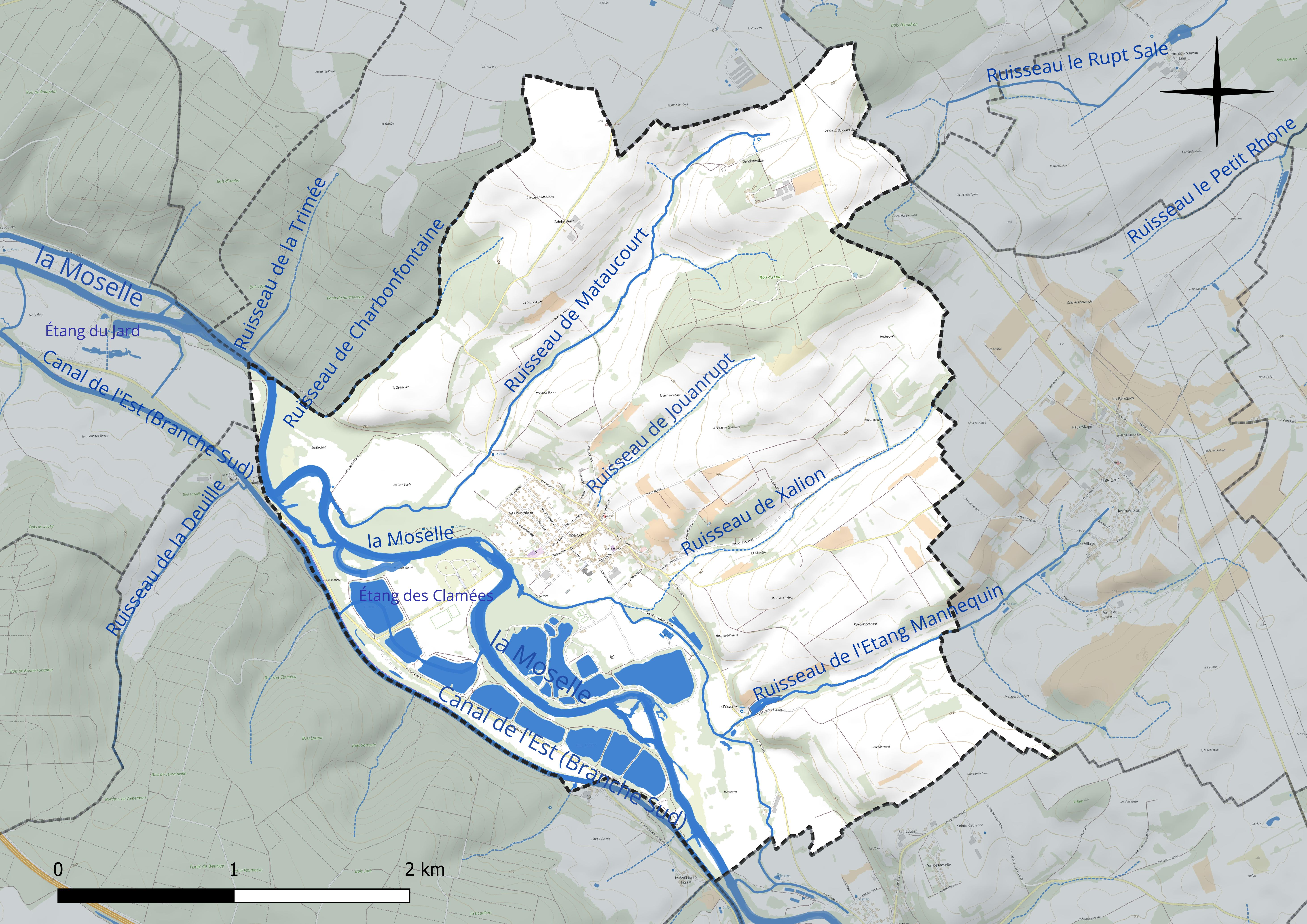
Réseau hydrographique de Tonnoy.

Deux plans d'eau complètent le réseau hydrographique : l'étang des Clamées (6,1 ha) et l'étang des Ellées (3,4 ha),.

### Climat
Pour des articles plus généraux, voir Climat du Grand Est et Climat de Meurthe-et-Moselle.
En 2010, le climat de la commune est de type climat des marges montargnardes, selon une étude du Centre national de la recherche scientifique s'appuyant sur une série de données couvrant la période 1971-2000. En 2020, Météo-France publie une typologie des climats de la France métropolitaine dans laquelle la commune est exposée à un climat semi-continental et est dans la région climatique  Lorraine, plateau de Langres, Morvan, caractérisée par un hiver rude (1,5 °C), des vents modérés et des brouillards fréquents en automne et hiver. 
Pour la période 1971-2000, la température annuelle moyenne est de 9,7 °C, avec une amplitude thermique annuelle de 17 °C. Le cumul annuel moyen de précipitations est de 828 mm, avec 11,3 jours de précipitations en janvier et 9,9 jours en juillet. Pour la période 1991-2020, la température moyenne annuelle observée sur la station météorologique de Météo-France la plus proche, « Nancy-Essey », sur la commune de Tomblaine à 15 km à vol d'oiseau, est de 11,0 °C et le cumul annuel moyen de précipitations est de 746,3 mm. 
La température maximale relevée sur cette station est de 40,1 °C, atteinte le 24 juillet 2019 ; la température minimale est de −24,8 °C, atteinte le 21 février 1956,,. 
Les paramètres climatiques de la commune ont été estimés pour le milieu du siècle (2041-2070) selon différents scénarios d'émission de gaz à effet de serre à partir des nouvelles projections climatiques de référence DRIAS-2020. Ils sont consultables sur un site dédié publié par Météo-France en novembre 2022.

## Urbanisme

### Typologie
Au 1er janvier 2024, Tonnoy est catégorisée bourg rural, selon la nouvelle grille communale de densité à sept niveaux définie par l'Insee en 2022.
Elle est située hors unité urbaine. Par ailleurs la commune fait partie de l'aire d'attraction de Nancy, dont elle est une commune de la couronne,. Cette aire, qui regroupe 353 communes, est catégorisée dans les aires de 200 000 à moins de 700 000 habitants,.

### Occupation des sols
L'occupation des sols de la commune, telle qu'elle ressort de la base de données européenne d’occupation biophysique des sols Corine Land Cover (CLC), est marquée par l'importance des territoires agricoles (74,2 % en 2018), en diminution par rapport à 1990 (75,7 %). La répartition détaillée en 2018 est la suivante : prairies (38,2 %), terres arables (28,9 %), forêts (12,8 %), zones agricoles hétérogènes (7,1 %), eaux continentales (6,6 %), zones urbanisées (4 %), espaces verts artificialisés, non agricoles (2,5 %). L'évolution de l’occupation des sols de la commune et de ses infrastructures peut être observée sur les différentes représentations cartographiques du territoire : la carte de Cassini (XVIIIe siècle), la carte d'état-major (1820-1866) et les cartes ou photos aériennes de l'IGN pour la période actuelle (1950 à aujourd'hui).

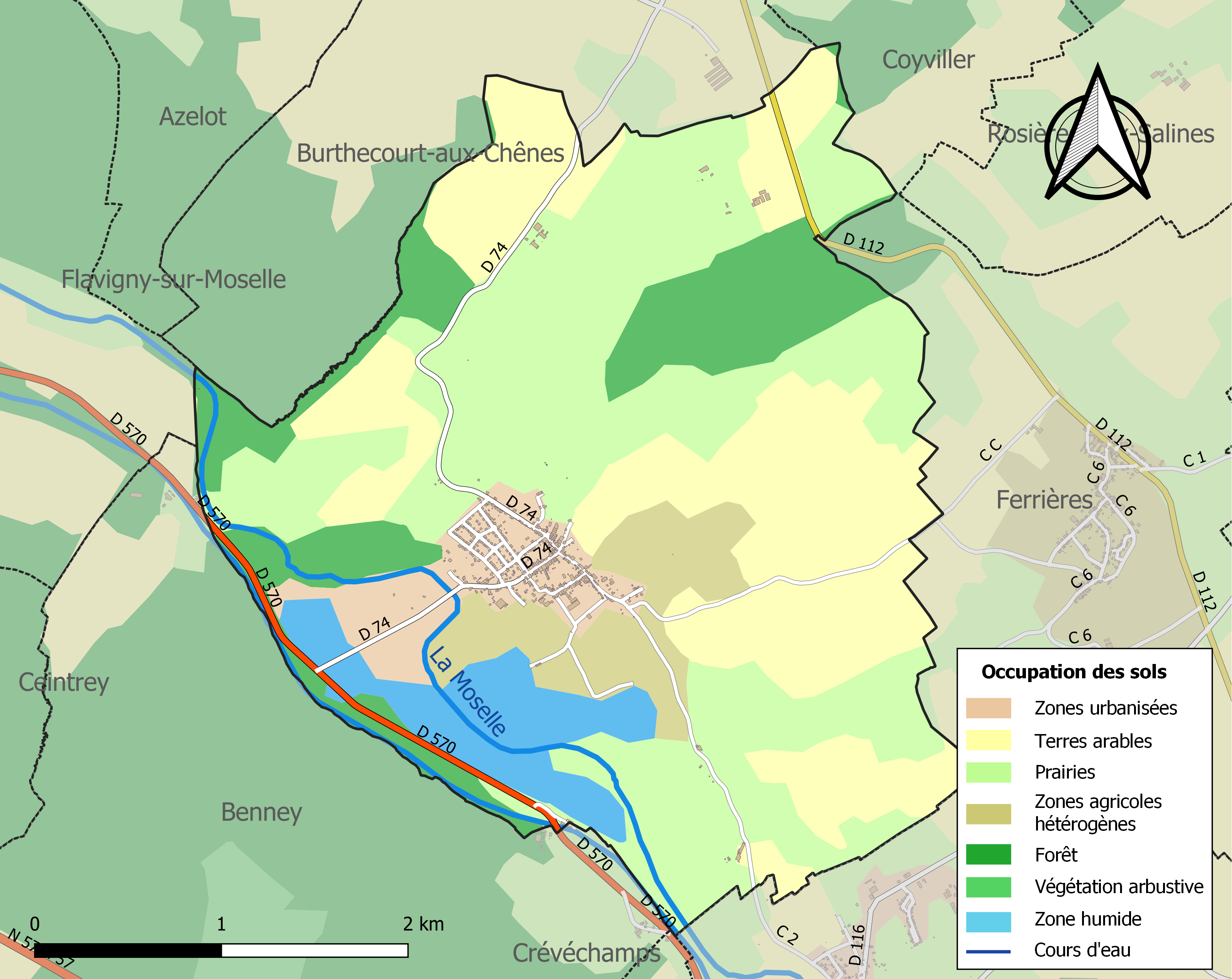
Carte des infrastructures et de l'occupation des sols de la commune en 2018 (CLC).

## Toponymie
Le village se nommait Tonnagium à l'époque gallo-romaine[réf. nécessaire].
De Tonnagium, le village a eu successivement pour patronyme[réf. nécessaire] : 
- Tonnagia en latin
- Tornai en 1172
- Tornoi en 1203
- Tournoi en 1332
- Tournoy en 1345
- Tonnay en 1428
- Thonnoy en 1523
- Thonnois en 1600.

## Histoire
Présence paléolithique.
Humbert de Tonnoy, est reconnu noble par Léopold Ier en 1702. Le dernier seigneur du village, par héritage maternel, est Bernard de La Pommeraye entre 1723 et 1794. 
Les armes de la famille sont « D'or à la fasce d'azur, chargée d'un pignon de deux degrés du champs, accompagnée de trois tourteaux d'azur ».
Les seigneurs de Tonnoy sont comtes.
Le château du village, construit au XIVe siècle, est incendié par les troupes de Charles le Téméraire en 1477. Par contre, le village résiste vaillamment au maréchal de La Ferté-Imbert lors de la guerre de Trente Ans en 1650.
Plus tard, des querelles de voisinage émaillent les relations des habitants de Tonnoy et avec ceux de Benney. On raconte que ceux-ci, venus voler la cloche de l'église, se sauvèrent par le souterrain reliant ces deux villages en passant sous la Moselle, et que la cloche y serait toujours !
Vers 1690, deux associés, de la Pommeraye, propriétaire du terrain et des bâtiments, et Magnien, détenteur du savoir-faire, installent à Tonnoy une verrerie, profitant des avantages accordés par le duc de Lorraine, Léopold, dans le cadre de la reconstruction de son duché après la tourmente des guerres du XVIIe siècle. Ils avaient alors obtenu l'autorisation d'y fabriquer et d'y vendre pendant vingt ans « toutes sortes de verres, cristaux, cristallins, glace de miroir, de carrosses et autres ouvrages de verrerie ». Mais les deux hommes entrent en désaccord, et François Magnien quitte Tonnoy en 1705 pour construire la nouvelle verrerie de Portieux, non loin du village et sur les berges du Mori, affluent de la Moselle qui peut fournir eau et énergie.
Charles-Hyacinthe Humbert, né à Tonnoy le 30 janvier 1766, mort guillotiné à Paris le (28 avril 1794), est sous-Lieutenant au 41e régiment d'infanterie, condamné à mort par le tribunal révolutionnaire de Paris comme contre-révolutionnaire le 9 floréal an II puis exécuté le même jour en même temps que son frère utérin François-Joseph Feideau/de Feydeau (1744-1794).

## Politique et administration

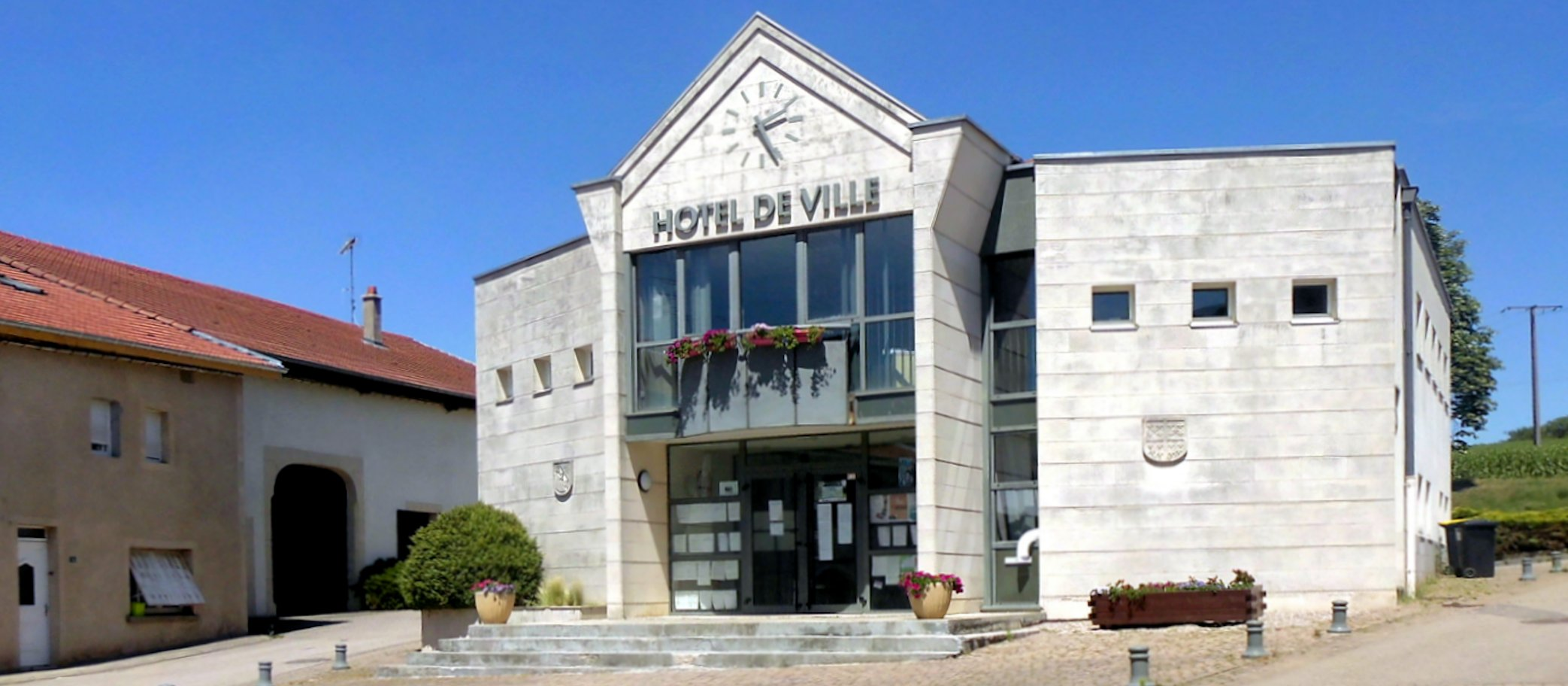
Hôtel de ville de Tonnoy.

| Période                                  | Période                   | Identité                                    | Étiquette | Qualité     |
| ---------------------------------------- | ------------------------- | ------------------------------------------- | --------- | ----------- |
| Les données manquantes sont à compléter. |                           |                                             |           |             |
| mars 2001                                | mars 2008                 | Pierre Iteney                               |           |             |
| mars 2008                                | 2009                      | Christine Olé                               |           |             |
| mars 2009                                | mai 2012                  | Jean-Paul Legrand                           |           |             |
| juin 2012                                | 2014                      | Séverine Robert                             |           |             |
| 2014                                     | En cours (au 28 mai 2020) | Yvon Valette Réélu pour le mandat 2020-2026 |           | Agriculteur |

## Population et société

### Démographie
L'évolution du nombre d'habitants est connue à travers les recensements de la population effectués dans la commune depuis 1793. Pour les communes de moins de 10 000 habitants, une enquête de recensement portant sur toute la population est réalisée tous les cinq ans, les populations de référence des années intermédiaires étant quant à elles estimées par interpolation ou extrapolation. Pour la commune, le premier recensement exhaustif entrant dans le cadre du nouveau dispositif a été réalisé en 2007.

En 2022, la commune comptait 651 habitants, en évolution de −8,57 % par rapport à 2016 (Meurthe-et-Moselle : −0,13 %, France hors Mayotte : +2,11 %).
| 1793 | 1800 | 1806 | 1821 | 1831 | 1836 | 1841 | 1846 | 1851 |
| ---- | ---- | ---- | ---- | ---- | ---- | ---- | ---- | ---- |
| 436  | 496  | 515  | 585  | 635  | 744  | 767  | 740  | 732  |

| 1856 | 1861 | 1872 | 1876 | 1881 | 1886 | 1891 | 1896 | 1901 |
| ---- | ---- | ---- | ---- | ---- | ---- | ---- | ---- | ---- |
| 741  | 787  | 766  | 771  | 706  | 708  | 610  | 575  | 570  |

| 1906 | 1911 | 1921 | 1926 | 1931 | 1936 | 1946 | 1954 | 1962 |
| ---- | ---- | ---- | ---- | ---- | ---- | ---- | ---- | ---- |
| 489  | 474  | 361  | 322  | 278  | 287  | 300  | 385  | 395  |

| 1968 | 1975 | 1982 | 1990 | 1999 | 2006 | 2007 | 2012 | 2017 |
| ---- | ---- | ---- | ---- | ---- | ---- | ---- | ---- | ---- |
| 377  | 428  | 575  | 607  | 635  | 716  | 728  | 733  | 698  |

| 2022 | - | - | - | - | - | - | - | - |
| ---- | - | - | - | - | - | - | - | - |
| 651  | - | - | - | - | - | - | - | - |

## Culture locale et patrimoine

### Lieux et monuments

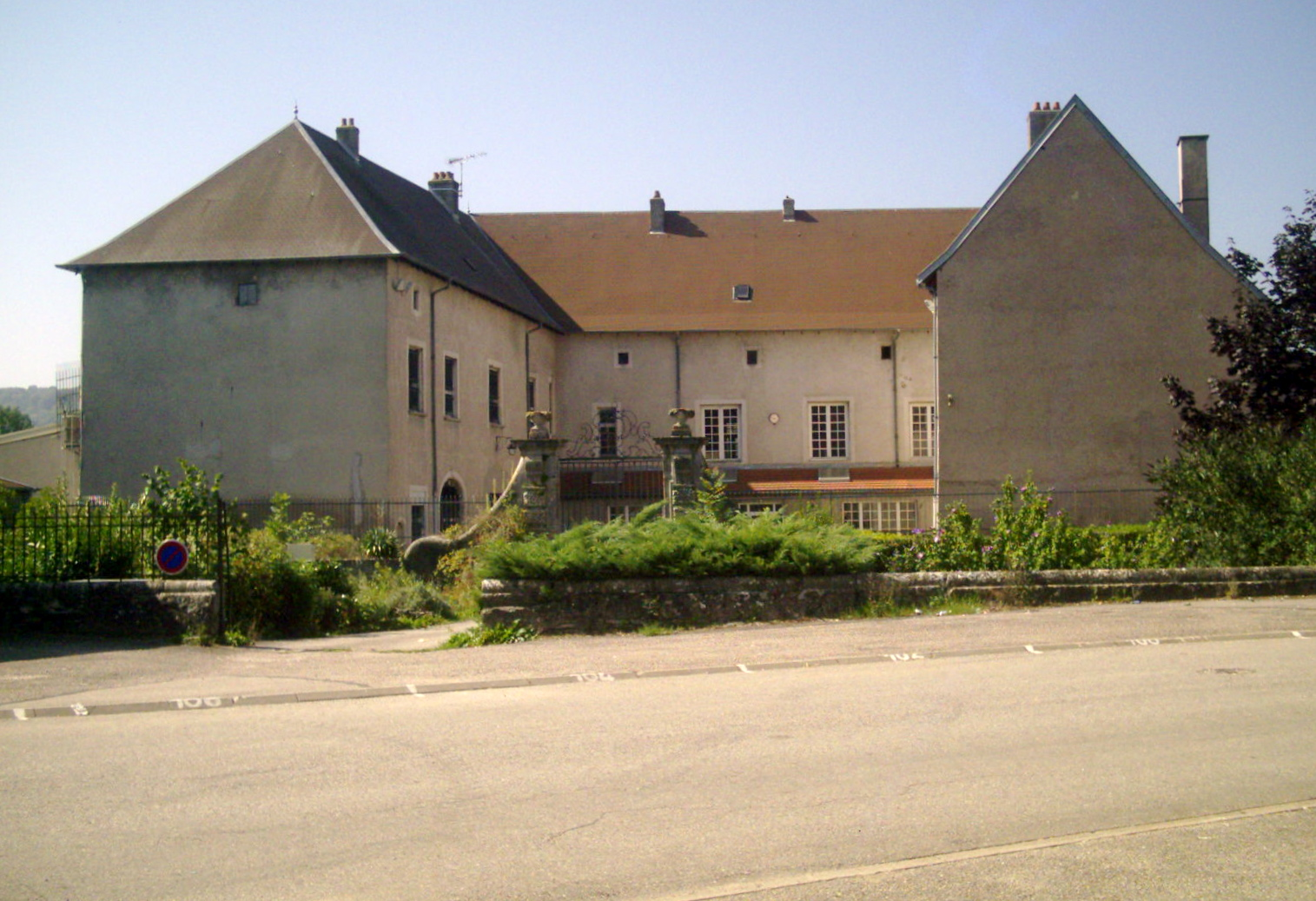
Maison forte du XIVe siècle.

- Plusieurs maisons ont conservé des éléments d'architecture des XVe et XVIe siècles.
- Château fort de Tonnoy, datant du XIVe siècle et remanié au XVIe siècle. Toutefois, il a été endommagé à la Révolution et au XXe siècle : donjon carré, vestiges d'enceinte, une cheminée flamboyante date du XVe-XVIe siècle.
- Château de Sandronviller XVIIIe siècle, en ruines.
- Église Saint-Laurent datant du XVe siècle, remaniée au XVIe siècle et agrandie au XIXe siècle : tour romane, portail flamboyant.

### Personnalités liées à la commune
- Joseph François de L'Espée (1793-1876), capitaine d'état-major, préfet du Gers, conseiller général du canton de Lunéville-Sud, député (1833-1837, 1839-1848), propriétaire du château de Sandronviller.

### Héraldique, logotype et devise
| Blason de Tonnoy | Blason  | D'azur à la croix d'argent cantonnée de dix-huit fleurs de lis d'or, cinq dans chaque canton du chef et quatre dans chaque canton de la pointe. |
| Blason de Tonnoy | Détails | Ce sont les armes de la famille de Tonnoy. Cette maison d'ancienne chevalerie s'éteignit rapidement. Après de nombreuses vicissitudes, c'est le comte Destogé qui devint seigneur du lieu et fit construire le château du XVIIe siècle. Le statut officiel du blason reste à déterminer. |